# Tōru Abe
Tōru Abe (安部 徹, Abe Tōru), né le 28 mars 1917 et mort le 18 juillet 1993, est un acteur japonais.

## Biographie
Tōru Abe entre à la Shinkō Kinema en 1939 et apparaît pour la première fois sur les écrans au mois de juin dans Kekkon mondō de Shigeo Tanaka sous le pseudonyme de Fujio Hara. En 1944, il rejoint la Shōchiku et est crédité désormais sous le nom de Tōru Abe.
Tōru Abe apparaît dans près de 235 films de 1939 à 1981,.

## Filmographie

### Cinéma

#### Années 1930
- 1939 : Kekkon mondō (結婚問答?) de Shigeo Tanaka
- 1939 : Akireta hyaku man'en (あきれた百万円?) d'Isao Numanami
- 1939 : Yume naranu koi: Ai no maki (夢ならぬ恋 愛の巻?) de Shūzō Fukada
- 1939 : Yume naranu koi: Yume no maki (夢ならぬ恋 夢の巻?) de Shūzō Fukada
- 1939 : Wakai chikara (若い力?) d'Eiichi Koishi (ja)

#### Années 1940
- 1940 : Ai no kinenbi (愛の記念日?) de Seiichi Ina
- 1940 : Haha no negai (母の願ひ?) de Seiji Hisamatsu
- 1940 : Taiheiyō kōshin kyoku (太平洋行進曲?) de Shūzō Fukada et Junzō Sone (ja)
- 1940 : Ma ningen (真人間?) de Seiichi Ina
- 1940 : Nanshin josei (南進女性?) de Yoshihito Ochiai
- 1941 : Shinsei no uta (新生の歌?) d'Isao Numanami
- 1941 : Tetsu no hanayome (鉄の花嫁?) de Shigeo Tanaka
- 1941 : Kurogane no tsuma (くろがねの妻?) de Junzō Sone (ja)
- 1941 : Subarashiki kekkon (素晴らしき結婚?) d'Isao Numanami
- 1941 : Hokkyokukō (北極光?) de Shigeo Tanaka
- 1941 : Haru hoshi fujin (春星夫人?) de Shigeo Tanaka
- 1941 : Arashi no naka no otome (嵐の中の乙女?) de Raizō Hagino
- 1941 : Maiagaru jōnetsu (舞ひ上る情熱?) d'Eiichi Koishi (ja)
- 1943 : Fūsetsu no haru (風雪の春?) de Yoshihito Ochiai
- 1944 : Bataille décisive (決戦, Kessen?) de Kōzaburō Yoshimura
- 1944 : La Ville en liesse (歓呼の町, Kanko no machi?) de Keisuke Kinoshita : Saburo
- 1945 : Otome no iru kichi (乙女のゐる基地?) de Yasushi Sasaki
- 1945 : Shinpū (新風?) de Yasushi Sasaki
- 1946 : Joseito to kyōshi (女生徒と教師?) de Keisuke Sasaki
- 1946 : Jinsei gajō (人生画帖?) de Hideo Ōba
- 1946 : Yurusareta ichiya (許された一夜?) de Keisuke Sasaki
- 1947 : Ceux qui ont mangé un éléphant (象を喰った連中, Zo o kutta renchu?) de Kōzaburō Yoshimura : Nomura
- 1947 : Shin'ya no shichō (深夜の市長?) de Yūzō Kawashima
- 1948 : Yogoreta Hanazono (汚れた花園?) de Tetsujin Kosaka
- 1948 : Idainaru X (偉大なるＸ?) de Hideo Ōba : X
- 1948 : Le Portrait (肖像, Shōzō?) de Keisuke Kinoshita : Ichiro
- 1949 : Bara wa naze akai (薔薇はなぜ紅い?) de Tatsuo Ōsone

#### Années 1950
- 1950 : Eikō e no michi (栄光への道?) de Noboru Nakamura
- 1950 : Ville de violence (ペン偽らず 暴力の街, Pen itsuwarazu, bōryoku no machi?) de Satsuo Yamamoto
- 1950 : La Bataille de roses (薔薇合戦, Bara gassen?) de Mikio Naruse : Mogi
- 1951 : Le Palanquin mystérieux (おぼろ駕籠, Oborokago?) de Daisuke Itō
- 1951 : Tora no kiba (虎の牙?) de Shunkai Mizuho (ja)
- 1952 : Yōkina wataridori (陽気な渡り鳥?) de Yasushi Sasaki : Monokichi Yoshizawa
- 1952 : Kōgen no hika (高原の悲歌?) de Chiaki Hara (ja)
- 1952 : Aijō no kettō (愛情の決闘?) de Keisuke Sasaki
- 1952 : Yunomachi shigure (湯の町しぐれ?) de Toyōjiro Nagashima
- 1953 : Un château nommé femme - Mari (女といふ城 マリの巻, Onna to iu shiro: Mari no maki?) de Yutaka Abe
- 1953 : Un château nommé femme - Yuko (女といふ城 夕子の巻, Onna to iu shiro: Yuko no maki?) de Yutaka Abe
- 1953 : Zanpa misaki no kettō (残波岬の決闘?) de Seiichirō Uchikawa (ja)
- 1953 : Le Cuirassé Yamato (戦艦大和, Senkan Yamato?) de Yutaka Abe
- 1953 : Voyage à Tokyo (東京物語, Tōkyō monogatari?) de Yasujirō Ozu
- 1953 : Arakawa no Sakichi: Yūkyō fūfu gasa (荒川の佐吉 遊侠夫婦笠?) de Manao Horiuchi
- 1953 : Lettre d'amour (恋文, Koibumi?) de Kinuyo Tanaka
- 1954 : Kan hasshū seizoroi (関八州勢揃い?) de Kimiyoshi Yasuda
- 1954 : Kuroi ushio (黒い潮?) de Sō Yamamura
- 1954 : Umon torimonochō: Maboroshi henge (右門捕物帖 まぼろし変化?) de Santarō Marune (ja)
- 1954 : Dorodarake no seishun (泥だらけの青春?) d'Ichirō Sugai
- 1954 : Uso (嘘?) de Takeshi Satō (ja)
- 1954 : Le Japon n'est pas détruit (日本敗れず, Nihon yaburezu?) de Yutaka Abe
- 1955 : Les Loups (狼, Okami?) de Kaneto Shindō
- 1955 : Shōnen shikeishū (少年死刑囚?) de Ren Yoshimura (ja)
- 1955 : Tenka no wakagimi man'yūki (天下の若君漫遊記?) de Santarō Marune (ja)
- 1955 : Mittsu no kao (三つの顔?) d'Umetsugu Inoue
- 1955 : Ōoka seidan: Hitohada kōmori (大岡政談 人肌蝙蝠?) de Haruyasu Noguchi
- 1955 : Ginza (銀座二十四帖, Ginza nijūyonchō?) de Yūzō Kawashima : Gō Momoyama
- 1955 : Zoku keisatsu nikki (続警察日記?) de Seiji Hisamatsu
- 1955 : Maternité éternelle (乳房よ永遠なれ, Chibusa yo eien nare?) de Kinuyo Tanaka : M. Yamagami
- 1955 : Rikidōzan monogatari: Dotō no otoko (力道山物語 怒濤の男?) de Kenjirō Morinaga
- 1956 : Gokuraku kenpō (極楽剣法?) de Santarō Marune (ja)
- 1956 : Shi no jūjiro  (死の十字路?) d'Umetsugu Inoue : officier de police Hanada
- 1956 : Jigoku no hatoba (地獄の波止場?) d'Isamu Kosugi
- 1956 : Kaiketsuya chabō (快傑耶茶坊?) de Santarō Marune (ja)
- 1956 : Hi no tori (火の鳥?)  d'Umetsugu Inoue
- 1956 : Okinawa no tami (沖縄の民?) de Takumi Furukawa
- 1956 : Éclipse lunaire (月蝕, Gesshoku?) d'Umetsugu Inoue
- 1956 : Waka no hana monogatari: Dohyō no oni (若ノ花物語 土俵の鬼?) de Kenjirō Morinaga
- 1956 : Ningen gyorai shitsugekisu (人間魚雷出撃す?) de Takumi Furukawa
- 1957 : Otemba san'nin shimai: Odoru taiyō (お転婆三人姉妹 踊る太陽?) d'Umetsugu Inoue : Todoroki
- 1957 : L'Auberge des herbes flottantes (浮草の宿, Ukigusa no yado?) de Seijun Suzuki
- 1957 : Kodoku no hito (孤独の人?) de Katsumi Nishikawa
- 1957 : Watashi wa zenkamono de aru (私は前科者である?) de Takumi Furukawa
- 1957 : Furanki no uchubitō (フランキーの宇宙人?) d'Ichirō Sugai
- 1957 : Madame (マダム, Madamu?) de Yutaka Abe
- 1957 : Shōrisha (勝利者?) d'Umetsugu Inoue
- 1957 : Ikeda Daisuke torimonochō: Chisome no shiraya (池田大助捕物帖 血染の白矢?) de Taizō Fuyushima (ja)
- 1957 : Gekka no wakamusha (月下の若武者?) de Taizō Fuyushima (ja)
- 1957 : Jūnana-sai no teikō (十七才の抵抗?) d'Umetsugu Inoue : Nagamatsu
- 1957 : Les Gars de la mer (海の野郎ども, Umi no yarodomo?) de Kaneto Shindō
- 1957 : Washi to taka (鷲と鷹?) d'Umetsugu Inoue : Matsu
- 1957 : La Vertu chancelante (美徳のよろめき, Bitoku no yoromeki?) de Kō Nakahira
- 1957 : La Femme nue et le Pistolet (裸女と拳銃, Rajo to kenjū?) de Seijun Suzuki
- 1957 : L'Homme de la tempête (嵐を呼ぶ男, Arashi o yobu otoko?) d'Umetsugu Inoue
- 1958 : Yoru no kiba (夜の牙?) d'Umetsugu Inoue : Akanuma
- 1958 : Fūfu hyakkei (夫婦百景?) d'Umetsugu Inoue
- 1958 : La Beauté des bas-fonds (暗黒街の美女, Ankokugai no bijo?) de Seijun Suzuki : Mihara
- 1958 : Jigoku no wana (地獄の罠?) de Haruyasu Noguchi
- 1958 : Le printemps a manqué son pas (踏みはずした春, Fumihazushita haru?) de Seijun Suzuki : Miyamura
- 1958 : Le Canal (運河, Unga?) de Yutaka Abe
- 1958 : Ama no ganshō (海女の岩礁?) de Kenjirō Morinaga
- 1958 : Les Ailes rouges (紅の翼, Kurenai no tsubasa?) de Kō Nakahira
- 1959 : Il n'y a pas de plus grand amour (人間の条件 第一部純愛篇、第二部激怒篇, Ningen no jōken?)  de Masaki Kobayashi : Watarai Gunsō
- 1959 : Muhōgai no yarōdomo (無法街の野郎ども?) de Shigehiro Ozawa
- 1959 : Onna o wasurero (女を忘れろ?) de Toshio Masuda : Ōsawa
- 1959 : Gunshū no naka no taiyō (群集の中の太陽?) d'Umetsugu Inoue : Shirō Hata
- 1959 : Ore wa chōsen suru (俺は挑戦する?) d'Akinori Matsuo
- 1959 : Le Fer à deux canons (二連銃の鉄, Nirenjū no Tetsu?) de Yutaka Abe
- 1959 : Tōkyō no kodoku (東京の孤独?) d'Umetsugu Inoue : Horiki
- 1959 : Wakai hyō no mure (若い豹のむれ?) d'Akinori Matsuo
- 1959 : Hatoba no muhōmono (波止場の無法者?) de Buichi Saitō
- 1959 : Ginza senpūji: Kuromaku wa dareta (銀座旋風児 黒幕は誰だ?) de Haruyasu Noguchi

#### Années 1960
- 1960 : Agent Shiranui
- 1960 : Arashi o yobu gakudan : Ônuki
- 1960 : Ashita hareru ka : Tamotsu Nezu
- 1960 : Fuefukigawa : Katsuyan
- 1960 : Gambare! Bangaku
- 1960 : Kenka Tarō : Suyama, chairman
- 1960 : San'nin no kaoyaku : Katsuo Hayakawa
- 1960 : Shōri to haiboku : Kenzō Gōda
- 1960 : Take Aim at the Police Van : Akabori
- 1960 : Tatsumaki kozō
- 1960 : Tōgyû ni kakeru otoko
- 1961 : Ginzakko monogatari : Nishifuji
- 1961 : Gonin no totsugeki tai : Cpl. Miyaguchi
- 1961 : Hyakuman-doru o tatakidase : Shiraishi
- 1961 : Kanashiki 60 sai : Urashima
- 1961 : Kenjû yoko chō
- 1961 : Nuregami botan
- 1961 : Rokudenashi yarō : Gōhei Gunji
- 1961 : The Man from the East
- 1961 : Tsuma ari ko ari tomo arite : Hoshino
- 1961 : Yajû no mon
- 1962 : Ankoku-gai saigo no hi : Hoshino
- 1962 : Hitorî tabî
- 1962 : Kiri no yoru no otoko
- 1962 : L'enfer d'Okinawa
- 1962 : Onna wa yogiri ni nureteiru : Kenji Funaki
- 1962 : The Inheritance : Detective
- 1962 : Wakakute warukute sugoi koitsura : Isojirō Taninaga
- 1962 : Wataridori kokyō e kaeru : Kinzō Uta
- 1962 : Yakuza no kunshō : Charlie
- 1963 : Ankokugai no kaoyaku: juichinin no gyangu : Kurobe
- 1963 : Ankokugai saidai no kettō : Tsukuru Gōda
- 1963 : Gakuen hiroba : Sumida
- 1963 : Gyangu Chûshingura
- 1963 : Hâtoba no tōbakushî
- 1963 : Jigoku meirei
- 1963 : Le Vagabond de Kanto (関東無宿, Kantō de?) de Seijun Suzuki : Yoshida Dairyu
- 1963 : Tokubetsu kidō sōsatai: Tokyo eki ni harikome : Akiyama
- 1963 : Tokubetsu kidō sōsatai : Akiyama
- 1963 : Tora no ko sâkusen
- 1963 : Watashi o fukaku umete : Ryuzo Goda
- 1963 : La Légende de Zatoïchi : Le Fugitif (座頭市兇状旅, Zatōichi kyōjō tabi?) de Tokuzō Tanaka : Boss Yagiri Tokyuro
- 1964 : Ankokugai Main Street : Moto Kuroiwa
- 1964 : Brand of Evil : Teizo Yuasa
- 1964 : Gokinzo yaburi
- 1964 : Irezumi totsugekitai
- 1964 : Sur la route à jamais (無宿者, Mushukumono?) de Kenji Misumi : Jūbei Shimaya
- 1964 : Narazumono : Te
- 1964 : Nihon kyokaku-den : Okiyama Nisaburo
- 1964 : Ninja-gari : Kuze Yamato-no-kami
- 1964 : Ressha dai shugêki
- 1964 : Shin ōtoko no mōnsho - dōkyo ichibân
- 1964 : The Great Killing
- 1964 : Tōkyō gyangu tai Honkon gyangu
- 1964 : Yushi na gara no wakare
- 1965 : Kyōshirō Nemuri : le sabreur et les pirates (眠狂四郎炎情剣, Nemuri Kyōshirō enjōken?) de Kenji Misumi : Atobe
- 1965 : Abashiri Prison (網走番外地, Abashiri bangaichi?) de Teruo Ishii
- 1965 : Abashiri bangaichi: Bōkyō hen : Yasui
- 1965 : Abashiri bangaichi: Hokkai hen
- 1965 : Aishinagara no wakare : Wakayama
- 1965 : Fukushû no kiba : Akazawa, lawyer
- 1965 : Gyangu chōjō sakusen : Genzo Matsuri
- 1965 : Kaoyaku : Yoshikazu Hiyama
- 1965 : Meiji kyokyakuden - sandaime shumei : Tatsuzo Karasawa
- 1965 : Muhōmatsu no isshō
- 1965 : Rokyoku komori-uta
- 1965 : Urakaidan : Yoshinori, her brother
- 1965 : Zoku Abashiri bangaichi
- 1966 : Folk de Ikō: Ginrei wa Koi-shiteru : Genji Watari
- 1966 : Honoo to okite : Tsukuru Tachibana
- 1966 : Kyōdai jingi
- 1966 : Le Combat final de Majin : Hidanokami Arakawa
- 1966 : Le dragon sauvage de Hokkaido
- 1966 : Nihon ânkokugai
- 1966 : Nippon ankokugai
- 1966 : Showa saidai no kaoyaku
- 1966 : The Guardman: Tokyo Ninja Butai : Daizō Izumida
- 1967 : Abashiri bangaichi: Kettō reika 30 do : Sekino
- 1967 : Akuma kara no kunshō
- 1967 : Chichibu suikoden: kage o kiru ken : Detective Kuroshima
- 1967 : Hana fudâ tōsei
- 1967 : Hatoba no taka : Shuhei Inagaki
- 1967 : Heitai yakuza nagurikomi
- 1967 : Ketto
- 1967 : Kyokakû no okitê
- 1967 : Kyōdai jingi: Kantō aniki-bun
- 1967 : La Rivière des larmes (なみだ川, Namidagawa?) de Kenji Misumi : Ukichi Tsurumura
- 1967 : Nihon ânkokushi: chî no koso
- 1967 : Taiketsu
- 1967 : Waka oyabun o kese : Daikichi
- 1968 : Harbor Light Yokohama : Ichizo Uchiyama
- 1968 : Nihiki no yojimbo : Oike
- 1968 : Nihon jokyo-den: tekka geisha : Yasukawa
- 1968 : Nippon ankokushi: nasake muyō
- 1968 : Otoko no shobu: byakko no tetsu
- 1968 : Rengō kantai shirei chōkan: Yamamoto Isoroku : Chief of Staff Soka
- 1968 : Senketsu no toba : Denzo Akazawa
- 1968 : Nemuri Kyōshirō onna jigoku (眠狂四郎女地獄?) de Tokuzō Tanaka : Inada Geki
- 1968 : Yokogami-yaburino zenkamono
- 1968 : Zoku otoshimae : Sugato
- 1969 : Bakuto hyakunin - ninkyodo
- 1969 : Bakuto hyakunin
- 1969 : Daimon - otoko de shi ni tai
- 1969 : Furyo bancho okuri ookami
- 1969 : Onna shikaku manji
- 1969 : Sengo Saidai no Toba
- 1969 : Tarekomi : Yasaburo Oba
- 1969 : Yakuza hijoshi - mushyo kyodai
- 1969 : Yōen dokufu-den: Okatsu kyōjō tabi

#### Années 1970
- 1970 : Botan to ryu
- 1970 : Ezo yakata no ketto : Ronin
- 1970 : Gokuaku bozu hitokiri kazoe uta
- 1970 : Hakurai jingi: Kapone no shatei
- 1970 : Hibotan bakuto: oryû sanjō
- 1970 : Hîchirimen bâkuto - nōbarydu takahadâ : Dobashi
- 1970 : Nihon saidai no kaoyaku
- 1970 : Nippon ichi no yakuza otoko
- 1970 : Noboriryu tekkahada : Yasukawa
- 1970 : Shin kyōdai jingi
- 1970 : The Militarists : Chuichi (non crédité)
- 1970 : Tora! Tora! Tora! : Rear Adm. Takijiro Onishi (non crédité)
- 1971 : Akû oyabûn tai daigashî
- 1971 : Amadera bakutō
- 1971 : Gokuaku bozu - Nomu utsu kau
- 1971 : Gyaken nitsu sakazuki
- 1971 : La fureur du manchot : Boss Toubei
- 1971 : Sukeban burûsu: Mesubachi no gyakushû : Akimoto,Yakuza Boss
- 1971 : Tōseinin: inochî no sutêba
- 1971 : Yakuza deka: Kyofu no doku gasu : Furuya
- 1972 : Baby Cart: Dans la terre de l'ombre : Samurai Officer
- 1972 : Ero shogun to nijuichi nin no aisho : Shogun's Minister
- 1972 : Mushukunin mikogami no jōkichi: Kawakaze ni kako wa nagareta
- 1972 : Sukeban gerira : Takeshi Tsutsui , Gang Boss (en tant que Tooru Abe)
- 1972 : Trapped, the Crimson Bat : Bunzo Kazama
- 1973 : Hijo gakuen waru: kyoshi gari
- 1973 : Hijō gakuen: warû
- 1973 : Kōkōsei burai hikae: Kanjirû Muramasa
- 1973 : Nihon kyōka den : Tsuyoshi Kishimoto
- 1973 : Yasagure anego den: sōkatsu rinchi : Asakichi (en tant que Tooru Abe)
- 1974 : Blood : Toraichiro Yamaga
- 1974 : Lady Snowblood 2: Love Song of Vengeance (en) : Terauchi Kendo
- 1974 : Sukeban: Taiman Shobu : Oshima Humio
- 1974 : Sukeban: Tamatsuki asobi : Sōtarō Tachibana - Yakuza Boss
- 1974 : The Last Samurai
- 1975 : Mamushi to aodaishō : Akifumi Motomura
- 1975 : Nihon bōryōku rettō: Keihanshin koroshi no gundan
- 1975 : Police contre syndicat du crime
- 1975 : Shikingen gōdatsu : Hada
- 1976 : Bōryoku kyōshitsu
- 1976 : Utareru mae-ni ute! : Goda Buichi
- 1976 : Â!! Hana no ōendan : Kuromichi Aota
- 1977 : Orin la proscrite (はなれ瞽女おりん, Hanare goze Orin?) de Masahiro Shinoda : Bessho
- 1978 : Karate daisenso
- 1978 : Tarao Bannai : Koizumi
- 1978 : Tono Eijirō no Mito Kōmon
- 1979 : L'Étang du démon (夜叉ケ池, Yashagaike?) de Masahiro Shinoda : le chef de l'assemblée du village
- 1979 : Yomigaeru kinrō : Mitsuaki Suzumoto

#### Années 1980
- 1981 : Moeru yusha : Sakae Oya

### Télévision

#### Séries télévisées
- 1962 : Takasebune
- 1972 : Hissatsu shikakenin : Hitotsuki no Masazō
- 1973 : Suikoden : Tseng Lung
- 1977 : Akai kizuna : Ohtake
- 1978 : Daitsuiseki
- 1980 : Keishi-K
- 1980 : Shogun : Hiromatsu
- 1982 : Nemuri Kyōshirō: Engetsu Sappō : Shozaemon
- 1985 : Half potato na oretachi

#### Téléfilms
- 1980 : Shogun : Hiromatsu